# Philosepedon nocturnalis
Philosepedon nocturnalis är en tvåvingeart som beskrevs av Quate 1965. Philosepedon nocturnalis ingår i släktet Philosepedon och familjen fjärilsmyggor. Inga underarter finns listade i Catalogue of Life.